# Pedro Anes de Riba de Vizela
Pedro Anes de Riba de Vizela o Gago (c. 1240—1286), foi um rico-homem do Reino de Portugal que viveu durante os reinados de Afonso III e de Dinis I. Governou a tenência de Traserra (1265–1283), a de Lafões (1266–1271), a da Beira (1268–1269) e a da Covilhã (1279–1283).

## Relações familiares
Foi filho de João Martins de Riba de Vizela e de Urraca Abril de Lumiares, filha de  D. Abril Peres de Lumiares, senhor do Couto de Lumiares e de Sancha Nunes de Barbosa.
Casou em Maio de 1265 com D. Urraca Afonso que foi infanta ao ser filha ilegítima do rei Afonso III, rei de Portugal e Madragana Ben Aloandro,  filha de Aloandro Ben Bakr, que foi alcaide, Cádi, (قاضى) e último governador árabe do Castelo de Faro, de quem teve:
- Aldara Pires de Riba de Vizela, casou com João Pires Portel.[2]